# Fils de Marie Immaculée (Chavagnes)
Ne doit pas être confondu avec Fils de Marie immaculée (Brescia).
Les Pères de Chavagnes, également nommés Fils de Marie Immaculée (ou FMI), en latin Congregatio Filiorum Beatae Mariae, Virginis Immaculatae, forment une congrégation catholique fondée par Louis-Marie Baudouin (1765-1835) dans la commune vendéenne de Chavagnes-en-Paillers.

## Présentation
Une première congrégation, conçue comme une sorte de fraternité pour rechristianiser les campagnes après la Révolution française, voit le jour au début du XIXe siècle. Elle est cependant dissoute en  1818 par l'évêque de La Rochelle, Mgr Gabriel-Laurent Paillou, par manque de règle cohérente. Elle est rétablie en 1821 sous le règne de Charles X par l'évêque de Luçon, Mgr René-François Soyer : en 1828, plusieurs enseignants du petit séminaire de Chavagnes adhèrent à la communauté refondée par Louis-Marie Baudouin et se vouent à la formation de jeunes candidats au sacerdoce.
Après la mort du fondateur, c'est le R.P. Charles-Isidore Baizé, qui est élu supérieur général de la congrégation à qui il donne des bases solides. En 1839, le noviciat est ouvert, le 21 septembre 1841, les premiers dix prêtres de Chavagnes émettent leurs vœux de profession perpétuelle au séminaire de Chavagnes, tandis que cinq postulants prennent l'habit.
L'institut reçoit son decretum laudis le 22 juillet 1857 et ses constitutions sont approuvées par le Saint Siège,  le 18 juillet 1898. Les nouvelles constitutions sont approuvées en 1986.
Son équivalent féminin est la congrégation des Ursulines de Jésus, autrefois appelées « Dames de Chavagnes ». Les deux congrégations appartiennent à la « famille de l'Incarnation ».
Le théologien français Michel Remaud est l'un des Pères de Chavagnes.

## Activité et diffusion

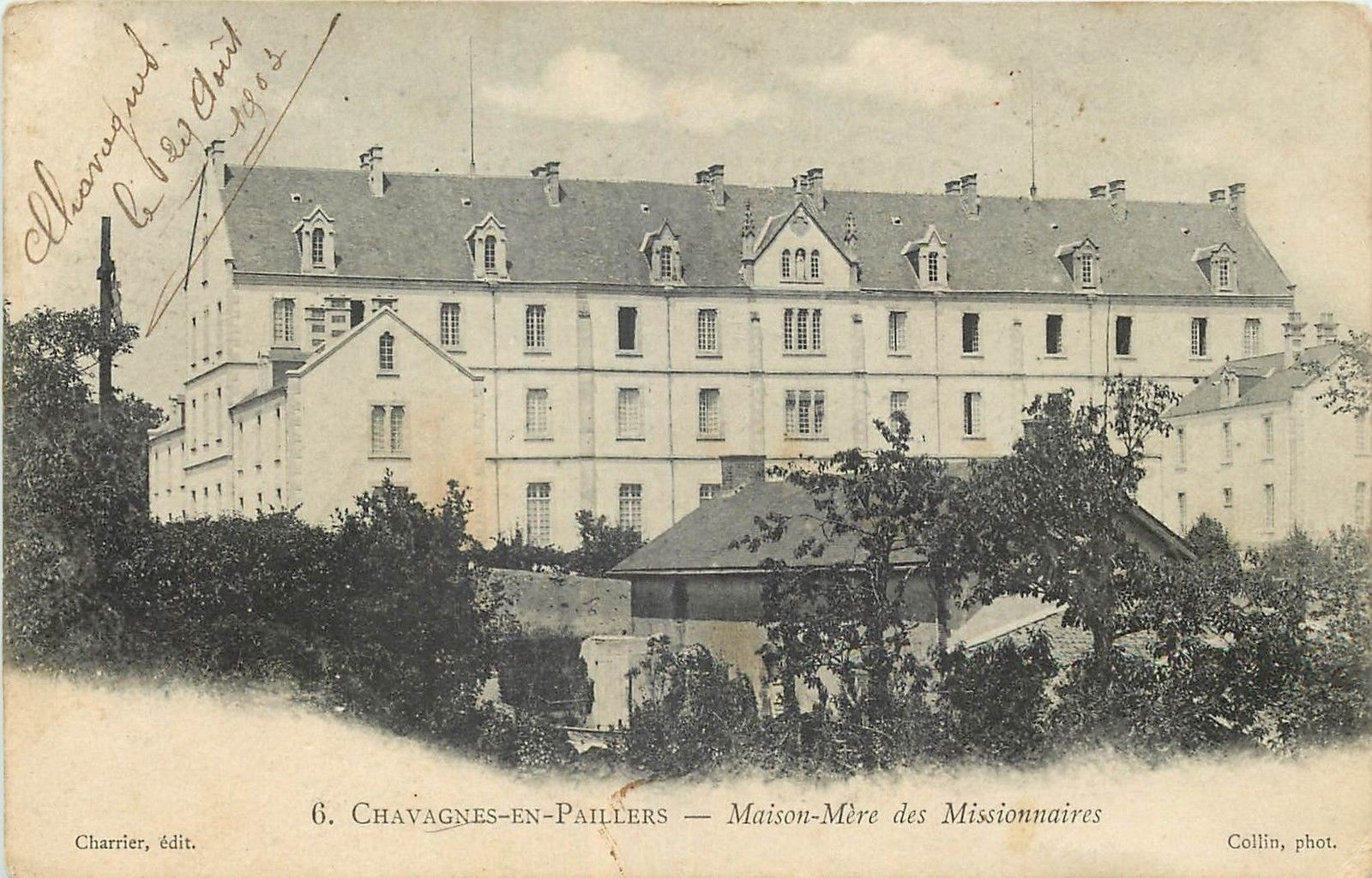
Maison générale, à Chavagnes.

Les Pères de Chavagnes se dédient surtout à l'enseignement,  notamment des séminaristes, et à l'apostolat en terres de mission. Leur spiritualité est centrée sur le mystère du Verbe incarné.
Ils sont présents en France où ils ont quatre maisons (Chavagnes-en-Paillers, Cenon, Bonneuil-sur-Marne et Estissac), au Canada (Québec), aux Antilles (La Dominique, Sainte-Lucie, Trinidad et Martinique), au Venezuela, au Togo et au Burkina Faso. Leur maison générale se trouve à Chavagnes-en-Paillers.
Au 31 décembre 2005, l'institut comptait 14 maisons et 101 membres, dont 83 prêtres.
En 2016, ils sont 86 membres, dont la moyenne d'âge est plutôt élevée. Les vocations ne sont majoritairement plus européennes aujourd'hui, mais africaines et parfois sud-américaines. Ainsi, en 2023, le supérieur général est le P. Rafael Serrano, de nationalité vénuézuélienne. Le passage des œuvres de la congrégation en France vers le laïcat est envisagé à cause de l'extinction des vocations dans ce pays.